# Union bancaire privée
Pour les articles homonymes, voir UBP.
 (août 2024).
L'Union bancaire privée (UBP) est une banque d'investissement fondée en 1969 par Edgar de Picciotto. 
L'UBP est active dans le secteur de la gestion de patrimoine, pour le compte de clients privés et institutionnels. Elle gère 140 milliards de francs suisses, ce qui en fait l'une des plus importantes banques privées de Suisse, ainsi que l'un des établissements les mieux capitalisés du pays. 
Le siège social de la Banque se trouve à Genève, en Suisse, et elle emploie 2 094 personnes.

## Histoire
Edgar de Picciotto a fondé la Compagnie de Banque et d'Investissements (CBI) à Genève le 11 novembre 1969. En 1990, la CBI procédé à l'acquisition de la TDB-American Express Bank ; à la suite de cette fusion, la société a pris le nom d'Union Bancaire Privée (UBP). Le Groupe a poursuivi son développement avec le rachat de la Discount Bank and Trust Company en 2002.
En 2011, la Banque a acquis la filiale suisse du groupe néerlandais ABN AMRO, reconnue comme un acteur majeur de la gestion patrimoniale en Suisse. La même année, l'UBP a également étendu ses activités en Asie, en réalisant deux partenariats, à Hong Kong et Taïwan, avec la société TransGlobe.
En 2012, la Banque a racheté la société de fonds de hedge funds Nexar Capital Group, basée à Paris et disposant de bureaux notamment à Londres, Jersey et New York.
En mai 2013, l'UBP a annoncé l'acquisition de l'activité de banque privée internationale de Lloyds Banking Group.
En mars 2015, l'UBP a annoncé l'acquisition de Coutts International, la branche de banque privée de Royal Bank of Scotland pour un montant inconnu.
En mai 2016, l'UBP a conclu un accord avec le suédois SEB pour étoffer son offre dans la gestion d'actifs.
En janvier 2017, l'UBP a annoncé une collaboration majeure avec Partners Group, un gérant leader dans le domaine de l'investissement sur le marché privé.
En mai 2018, l'UBP a racheté Banque Carnegie Luxembourg. En juillet 2018, l'UBP a renforcé sa présence au Royaume-Uni avec l'acquisition d'ACPI.
En janvier 2019, l'UBP s'est vu attribuer la note à long terme Aa2 («long-term Aa2 deposit rating») avec une perspective stable par l'agence de notation Moody's.
En 2021, l'UBP a opéré deux nouvelles acquisitions. Elle a tout d'abord racheté Millennium Banque Privée, la banque privée suisse du groupe portugais Banco Comercial Português. Ceci lui a permis de renforcer son dispositif et son expertise à Genève sur certains marchés cibles comme le Portugal et le Brésil. L'UBP a également acquis les activités de wealth management de Danske Bank au Luxembourg, opérant sous le nom de Danske Bank International. Grâce à cette acquisition, elle poursuit le développement de ses activités sur la place luxembourgeoise, où les avoirs sous gestion de la Banque totalisent désormais environ CHF 33 milliards.
En août 2024, Société générale annonce la vente de ses activités de banque privée en Suisse et au Royaume-Uni à Union bancaire privée pour 900 millions d'euros.

## Activités

### Private banking
L'UBP compte plus de 300 gérants privés dans de nombreux pays à travers le monde et propose une gamme diversifiée de mandats de gestion et de services de conseil.

### Planification patrimoniale
L'UBP s'est dotée d'une équipe d'experts spécialisés par zone géographique, afin d'offrir à sa clientèle une approche globale en matière de structuration patrimoniale (wealth structuring). L'équipe aide les clients à identifier des stratégies de structuration patrimoniale adaptées. L'UBP ne proposant aucune structure en interne, l'équipe travaille en étroite collaboration avec un réseau international de spécialistes externes.
S'appuyant sur la gamme de services de Family Office Advisory, l'UBP propose des conseils en single-family office et agit en qualité d'intermédiaire en matière de multi-family office. Family Office Advisory accompagne ainsi les familles fortunées du monde entier dans la création de leur propre single-family office ou les aide à sélectionner le multi-family office le plus adapté.

### Gestion d'actifs
En tant que gérant de fortune global, l'UBP propose une large gamme de solutions d'investissement, spécialement adaptées aux besoins de ses clients institutionnels. La Banque offre aux investisseurs sa grande expertise en matière d'allocation d'actifs, d'actions, d'obligations, de stratégies de diversification et de fonds alternatifs.

### Alternative investments
Pionnière de la gestion alternative depuis les années 1970, l'UBP a constitué, au fil des décennies, une gamme de services de conseil en hedge funds de tout premier ordre, et gère de nombreux fonds alternatifs et mandats personnalisés. Avec l'acquisition, en 2012, de Nexar Capital Group, la Banque a confirmé encore son engagement constant envers l'industrie alternative.
En avril 2013, l'UBP a annoncé son partenariat avec Guggenheim Fund Solutions (GFS), spécialisé dans les comptes gérés couvrant l'ensemble des stratégies de hedge funds. Ce partenariat a permis la création d'une nouvelle plateforme de hedge funds.

### Sales & trading
Les services offerts par l'UBP au niveau des marchés monétaires et de capitaux incluent le conseil, les produits structurés, le trading et le courtage d'actions, l'arbitrage d'actions, le trading de devises et de métaux précieux, les opérations à terme («forwards») et les dérivés, ainsi que les opérations de trésorerie et le trading obligataire. La Banque compte plus de 40 spécialistes du trading, qui travaillent en collaboration avec les gérants privés.

### Philosophie d'investissement
Chaque année, l'UBP publie ses perspectives annuelles, offrant une vue d'ensemble des événements macroéconomiques survenus durant l'année écoulée, ainsi que les convictions d'investissement de la Banque pour l'année à venir.

### Responsabilité sociale d'entreprise
L'UBP est devenue signataire des Principes UN PRI dès 2012. Depuis, elle a poursuivi son engagement et renforcé sa Politique d'Investissement Responsable en intégrant des critères ESG (environnementaux, sociaux et de gouvernance) dans ses choix d'investissement et son offre. La Banque a également développé une expertise en impact investing.
L'UBP a aussi la volonté de maîtriser son empreinte sociale et environnementale. Le Groupe dispose d'un comité dédié, dont le rôle est de définir et mettre en œuvre l'approche de l'UBP en la matière, ce qui permet de s'assurer que tous les aspects concernés sont abordés: ressources humaines, environnement et engagement communautaire.

## Situation financière
L'UBP affichait au 31 décembre 2021 un bilan de 38,7 milliards de francs suisses. Grâce à une approche conservatrice en matière de gestion des risques et du bilan, la Banque continue de bénéficier d'une solide assise financière, avec un niveau de liquidité élevé. Affichant un ratio Tier 1 de 25,2 % (au 31 décembre 2021), l'UBP se classe parmi les banques suisses les mieux capitalisées.
En 2024, l’UBP a enregistré un bénéfice net de 257,4 millions de francs suisses.